# Fringe science
Pour les articles homonymes, voir Fringe.
La fringe science (littéralement « science marginale ») est un terme anglais désignant les recherches scientifiques, au sein de sciences académiques reconnues, qui s'éloignent significativement des théories généralement admises.
Elle s'oppose à la mainstream science, c'est-à-dire la science conventionnelle (mainstream signifie « courant principal » en anglais). Les scientifiques mainstream considèrent typiquement que la fringe science repose sur des concepts très spéculatifs ou réfutés, contrairement aux protosciences qui représentent des pistes plausibles pour faire émerger des sciences nouvelles.

## Définition
Il y a différentes définitions de la fringe science. Par une définition (voir ci-dessous), elle est valide, mais pas en généralité, tandis que par une autre définition plus large, la fringe science est généralement considérée de manière négative comme étant non-scientifique.
- La fringe science est, dans un domaine établi, un ensemble d'études qui s'écartent fortement de théories classiques ou orthodoxes, se classant dans les marges d'un courant crédible d'une discipline académique.

- Trois classifications d'idées scientifiques ont été identifiées (au centre, à la frontière, à la frange) avec des scientifiques conventionnels qui considèrent en général les concepts marginaux comme hautement spéculatifs, voire fermement réfutés[1]. Toutefois, selon Rosenthal, « la science acceptée peut se fondre à la frontière de la science, qui à son tour peut fusionner plus ou moins avec les idées ou les sciences marginales (fringe science). Les idées « sauvages » peuvent vraiment être considérées comme au-delà de la frange, ou pseudo-scientifique. »[2]

Un concept particulier qui a été une fois accepté par la communauté scientifique conventionnelle peut devenir de la science fringe en raison d'une évaluation ultérieure de la recherche. Par exemple l'idée selon laquelle les infections focales des amygdales ou les dents étaient une cause primaire de la maladie systémique était autrefois considérée comme un fait médical, mais cela est maintenant écarté par manque de preuves. À l'inverse, la science fringe peut inclure des propositions originales et des interprétations, qui comptaient au départ seulement quelques partisans et beaucoup d'opposition. Certaines théories qui ont été développées en marge, par exemple, la dérive des continents de Wegener, l'existence de la cité antique de Troie,, la théorie de l'héliocentrisme de Copernic, la colonisation scandinave des Amériques, et la théorie du Big Bang, sont devenues conventionnelles en raison de la découverte de preuves à l'appui.
- La fringe science  couvre tout, depuis les nouvelles hypothèses qui peuvent être testées par la méthode scientifique, jusqu'aux théories marginales et ad hoc, à travers la mouvance du Nouvel Âge dont la domination conduit à la tendance à rejeter tout ce qui est aux frontières de la science comme étant le domaine de pseudo-scientifiques, d'amateurs, ou de charlatans. Les autres termes utilisés pour les parties de la science en marge qui n'ont pas l'intégrité scientifique sont la science pathologique, la science vaudou, et la science du culte du cargo. Science de pacotille (en anglais : junk science) est un terme généralement utilisé dans l'arène politique pour décrire les idées que les promoteurs utilisent de façon erronée, pour des raisons politiques, pour se revêtir douteusement voire frauduleusement d'une caution scientifique.

Dans la philosophie des sciences, la question de savoir où bien tracer une frontière entre la science et la non-science, dans une attitude réellement objective, est appelée le problème de délimitation ou de démarcation. À cela s'ajoute le problème des partisans de certaines théories marginales pour utiliser à la fois la preuve scientifique appropriée et des revendications farfelues pour étayer leurs arguments.
protoscience
Une définition de la protoscience (et de la science fringe) peut être comprise dans la description suivante, par ordre croissant de conventionnalité :
- Les superstitions.
- La pseudoscience : présentée à tort comme science ou ayant l'apparence d'une science.
- La science fringe : traitée avec la méthode scientifique.
- La protoscience : traitée avec la méthode scientifique.
- La science : dite science conventionnelle (mainstream science), conforme aux critères de la scientificité, et traitée avec la méthode scientifique.

## Description
La fringe science  est utilisée pour décrire les théories insolites et des modèles de découverte. Ceux qui développent ces idées scientifiques fringe peuvent travailler au sein de la méthode scientifique, mais leurs résultats ne sont pas acceptés par la communauté majoritaire. Habituellement, la preuve fournie par les partisans d'une fringe science n'est acceptée que par une minorité et rejetée par la plupart des experts. La science fringe peut être préconisée par un scientifique qui a un degré de reconnaissance parmi la communauté scientifique (généralement par la publication d'études via un comité de lecture (peer reviewed) réalisées par le scientifique), mais ce n'est pas toujours le cas. Alors que la plupart des points de vue de la fringe science sont ignorées ou rejetés, grâce à l'utilisation minutieuse de la méthode scientifique, y compris le falsificationnisme (c'est-à-dire le critère de réfutabilité selon Karl Popper), la communauté scientifique a fini par accepter certaines idées de la fringe science. Un exemple classique est la tectonique des plaques, une idée qui a eu son origine aux frontières de la science, et a été marquée par un avis négatif pendant des décennies.
Il est à noter que la confusion entre la science et la pseudo-science, entre l'erreur scientifique honnête et l'authentique découverte scientifique, n'est pas nouvelle, et c'est une caractéristique permanente du paysage scientifique. L'acceptation de la science nouvelle peut venir lentement.
Le terme  fringe science peut être considéré comme péjoratif. La frontière catégorielle entre la  fringe science et la pseudo-science peut être contestée. Les connotations de la fringe science  sont une entreprise qui est toujours rationnelle, mais une issue peu probable pour les résultats futurs. La fringe science  ne peut pas faire partie du consensus scientifique pour diverses de raisons, y compris les preuves incomplètes ou contradictoires.

## Cas contemporains defringe science
- Une réaction de fusion nucléaire appelée fusion froide (à température et pression ambiantes) a été signalé par les chimistes Martin Fleischmann et Stanley Pons en mars 1989. De nombreux travaux de recherche à l'époque étaient incapables de reproduire ces résultats. Par la suite, un certain nombre de scientifiques avec diverses informations d'identification ont travaillé sur le problème ou participé à des conférences internationales sur la fusion froide. En 2004, le département de l'Énergie des États-Unis (United States Department of Energy) a décidé de prendre un autre regard sur la fusion à froid afin de déterminer si leurs politiques envers le sujet devrait être modifiée en raison de preuves expérimentales nouvelles, et a commandé une conférence sur la fusion froide.

- La théorie de l'origine du pétrole abiogénique (ou abiotique) soutient que le pétrole naturel a été formé à partir de dépôts de carbone profonds, datant peut-être de la formation de la Terre. L'omniprésence d'hydrocarbures dans le système solaire est considérée comme une preuve selon laquelle il peut y avoir des gisements de pétrole beaucoup plus abondants sur la Terre qu'on ne le pense, et que le pétrole peut provenir de fluides carbonés qui migrent vers le haut du manteau. Les hypothèses du pétrole abiotique ont connu un renouveau dans la dernière moitié du XXe siècle par des scientifiques russes et ukrainiens, et un plus grand intérêt a été généré en Occident après la publication par Thomas Gold en 1999 de « The Deep Hot Biosphere » (La biosphère chaude profonde). La version de l'hypothèse de Gold repose en partie sur l'existence d'une biosphère composée de bactéries thermophiles dans la croûte terrestre, ce qui peut expliquer l'existence de certains biomarqueurs dans le pétrole extrait.

- Les thèses mythistes qui avancent que la personne de Jésus de Nazareth n'a pas de caractère historique : le personnage de Jésus serait une création mythique ou mythologique. Selon certaines de ces thèses, Jésus est un personnage légendaire, mythique, haussé à une dimension archétypale, et qui a la même (in)consistance que les personnages décrits par exemple dans Le Rameau d'or de James George Frazer. Les thèses les plus fréquentes le comparent à Mithra, Dionysos, Sol Invictus ou Esculape. Selon d'autres thèses, sa personnalité serait le fruit d'une élaboration théologique, ayant pris progressivement une dimension historique à partir du IIe siècle de l'ère chrétienne. Dans ce contexte, Jésus devient un personnage conceptuel, instrumentalisé par les premiers chrétiens. La thèse de l'inexistence historique de Jésus, apparue à la fin du XVIIIe siècle, restée marginale au sein de la recherche historique académique, complètement rejetée par les spécialistes universitaires du christianisme ancien depuis la fin des années 1930[6], a néanmoins continué d’être reprise régulièrement par des auteurs en dehors du milieu académique, se diffusant notamment sur internet[7]. Elle a été popularisée dans les médias au début des années 2000, aux États-Unis par Earl Doherty, et en France par Michel Onfray lequel a repris les thèses de Paul-Louis Couchoud et Prosper Alfaric.
- La cosmologie non standard, dont la « Plasma cosmology (en) »